# Ricardo Gallego
Ricardo Gallego Redondo (Madrid, 1959. február 8. –) Európa-bajnoki ezüstérmes spanyol válogatott labdarúgó.

## Pályafutása

### Klubcsapatban
Madridban született. Pályafutását a Real Madrid utánpótlásában kezdte. 1977 és 1980 között a Castilla játékosa volt. Az első csapatban 1980 és 1989 kötött játszott, ezalatt négy bajnokságot, két kupát, egy szuperkupát, egy ligakupát és két UEFA-kupát nyert a fővárosi csapat színeiben. 1989-ben Olaszországba szerződött az Udinese együtteséhez, ahol egy szezont töltött és visszatért Spanyolországba a Rayo Vallecano csapatába, ahol még két évig játszott és 1992-ben vonult vissza az aktív játéktól.

### A válogatottban
1982 és 1988 között 42 alkalommal szerepelt a spanyol válogatottban és 2 gólt szerzett. Egy Skócia elleni barátságos mérkőzés alkalmával mutatkozott be 1982. február 24-én, amely 3–0-ás hazai győzelemmel zárult. Részt vett az 1982-es és az 1986-os világbajnokságon, illetve az 1984-es és az 1988-as Európa-bajnokságon.

## Sikerei, díjai
Real Madrid
- Spanyol bajnok (4): 1985–86, 1986–87, 1987–88, 1988–89
- Spanyol kupa (2): 1981–82, 1988–89
- Spanyol szuperkupa (1): 1988
- UEFA-kupa (1): 1984–85, 1985–86

Spanyolország
- Európa-bajnoki döntős (1): 1984

## Külső hivatkozások
- Ricardo Gallego adatlapja a National-Football-Teams.com oldalon (angolul)

- Ricardo Gallego (angol nyelven). eu-football.info
- Ricardo Gallego (angol, katalán, spanyol nyelven). BDFutbol.com
- Ricardo Gallego (német nyelven). kicker.de
- Ricardo Gallego adatlapja a worldfootball.net oldalon (angolul)